# گامورا
گامورا (به انگلیسی: Gamora) با نام کامل گامورا ذن-هوبری بن تایتان، یک شخصیت خیالی ابرقهرمان در کتاب‌های کامیک منتشر شده توسط مارول کامیکس است که توسط نویسنده/طراح جیم استرالین خلق شده‌است و برای اولین بار در شمارهٔ ۱۸۰ استرنج تیلز (ژوئن ۱۹۷۵) حضور پیدا کرد. گامورا دخترخوانده شخصیت تانوس، و آخرین فرد در نژاد ذن-هوبریس است. توانایی‌های او شامل استاد هنرهای رزمی، ژیمناستی فوق حرفه‌ای، دارای سرعت، قدرت، چابکی و استقامت ابرانسانی و قابلیت زوددرمانی است. او گهگاه به عنوان معشوقهٔ ابرقهرمان‌هایی نظیر آدام وارلاک و ریچارد رایدر ظاهر می‌شود و همچنین یکی از اعضای گروه اینفینیتی واچ به‌شمار می‌رود. او تنها بازمانده یا پایانگونه نژاد ذن-هوبری بود که در زمان کودکی توسط تانوس نجات پیدا کرد. تانوس به وسیلهٔ آموزش او را به آدم‌کشی بسیار ماهر و مخوف در کهکشان تبدیل کرد. گامورا با استفاده از توانایی و مهارت‌های جدید خود به شهرت رسید و عنوان مرگبارترین زن گیتی را به خود اختصاص داد.
زوئی سالدانیا هنرپیشه آمریکایی نقش گامورا را در فیلم‌های دنیای سینمایی مارول شامل نگهبانان کهکشان (۲۰۱۴) و دنبالهٔ آن نگهبانان کهکشان بخش ۲ (۲۰۱۷)، نگهبانان کهکشان بخش ۳ (۲۰۲۳)،  انتقام‌جویان: جنگ ابدیت (۲۰۱۸)، و دنبالهٔ آن انتقام‌جویان: پایان بازی (۲۰۱۹) ایفا کرده‌است.

## توانایی‌ها و قدرت‌ها
گامورا توسط تانوس تحت درمان قرار گرفته‌است و این مسئله باعث افزایش قدرت، سرعت، چابکی و استقامت او تا حدی قابل قیاس با آدام وارلاک شده‌است. مهارت او در زمینه هنرهای رزمی به عنوان یکی از برترین‌ها در جهان مارول در نظر گرفته می‌شود و او بر ۸۳٫۴ درصد از شناخته شده‌ترین تکنیک‌های مبارزات مسلح و غیر مسلح فرهنگ‌های مختلف جنگ تسلط دارد. توانایی گامورا در مبارزه تا اندازه‌ای پیشرفته‌است که او قادر به شکست حریف‌هایی است که حتی از لحاظ جسمی بر او برتری دارند. گامورا با شخصیت‌هایی همچون تینگ، هالک-دخت، ریج و حتی تانوس وارد نبرد شده‌است که همهٔ آن‌ها بسیار قوی‌تر از او می‌باشند. او همچنین قاتل و ژیمناستی فوق حرفه‌ای به‌شمار می‌رود و سابقاً از یک پیوند دورآگاهی با تانوس برخوردار بود.